# Lycodon mackinnoni
Lycodon mackinnoni, también conocida como serpiente lobo de Mackinnon, es una especie de serpiente del género Lycodon, de la familia de los colúbridos.

## Hallazgo y distribución
La serpiente fue descrita por primera vez por el herpetólogo Frank Wall en el año 1864, y habita en la India, (Mussorie, Nainital) y en Pakistán, concretamente en la zona oeste de la cordillera del Himalaya.

## Hábitat y características
- Longitud: -.
- Color: -.